# Suran (Al-Bab)
Suran (arab. صوران) – wieś w Syrii, w muhafazie Aleppo. W 2004 roku liczyła 1041 mieszkańców.